# Belistique
Belistique, Bilistique o Belística (griego : Βιλιστίχη; Βελιστίχη; Βελεστίχη; Βλιστίχη)  nacida c. 280 a. C.) fue una hetera (cortesana) helenística de Ptolomeo II Filadelfo y ganadora de los Juegos Olímpicos del 264 a. C. en tethrippon y synoris.

## Nombre
Por lo general se ha aceptado que el nombre Belistique es una forma dialectal macedonia de un nombre griego. El primer elemento presumiblemente se relaciona con φιλ-, 'amor'; (el phi se convierte en beta en el dialecto macedonio, cf. Pherenice -> Berenice). En consecuencia, la explicación etimológica completa más probable de su nombre lo interpreta como la raíz superlativa φιλιστ- seguida del sufijo productivo -ίχα, que se encuentra en varios otros nombres femeninos, particularmente en Beocia (Doricha, Deinicha, Hippicha, etc.).

## Origen
Según Pausanias, Belistique era una mujer de la costa de Macedonia; según Ateneo, ella era argiva (se dice que descendía de la línea de Atreo ); según Plutarco, una esclava extranjera comprada en el mercado. Si se aceptase la información sostenida por Plutarco, se podría suponer que, como (antigua) esclava de tal origen, se le concedió la ciudadanía macedonia por sus servicios, aunque esto se ha considerado poco probable.
Olivier Masson descartó la información de Plutarco como ficción y concluyó que Plutarco la había sacado del séquito existente de la nobleza macedonia, al igual que Daniel Ogden, quien señala que la información de Plutarco probablemente se originó en la obra de Sótades Sobre Bilistiche, cuyo contenido se desconoce, pero ha habido una polémica contra ella.

## Biografía
Belistique nació alrededor del 280 a. C. Su padre se llamaba Filón (cf. el arquitecto ateniense Filón ) y presumiblemente era almirante de Ptolomeo II Filadelfo. Ganó las carreras de caballos tethrippon y synoris en los Juegos Olímpicos del 264 a. C., y posteriormente se convirtió en amante de Ptolomeo II. Tuvieron un hijo juntos llamado Ptolomeo Andrómaco.

## Muerte
No se conoce la fecha de su muerte. Después de su muerte, se sabe que Ptolomeo II la deificó como Afrodita Belistique. Papiros fragmentarios de Ankyronpolis fechados en 239/8 a. C. indican que más adelante en su vida fue prestamista. Según Clemente de Alejandría, fue enterrada bajo el santuario de Sarapis en Alejandría.